# Zdzisław Rondio
Zdzisław Karol Rondio (ur. 21 marca 1930 w Warszawie, zm. 18 maja 2016 tamże) – polski anestezjolog dziecięcy, pediatra, profesor doktor habilitowany nauk medycznych. Pionier anestezjologii dziecięcej w Polsce.

## Życiorys
Syn Henryka Rondio i Marii z d. Fibich, pochodził z rodziny ewangelickiej o tradycjach patriotycznych. Absolwent VI Liceum Ogólnokształcącego im. Tadeusza Reytana w Warszawie (1948). W 1955 ukończył studia w Akademii Medycznej w Warszawie. W 1983 uzyskał tytuł profesora nauk medycznych. Wieloletni pracownik Instytutu Matki i Dziecka. W latach 1964–2001 początkowo kierownik Samodzielnego Oddziału Anestezjologii Dziecięcej IMiDz, a następnie kierownik Kliniki Intensywnej Terapii IMiDz.  W latach 1991–1995 sprawował funkcję dyrektora Instytutu Matki i Dziecka. W latach 1978–1991 pełnił jednocześnie funkcję kierownika naukowego Zakładu Anestezjologii Akademii Medycznej w Lublinie. 
Wiceprzewodniczący Krajowego Funduszu na rzecz Dzieci, członek Komitetu Rozwoju Człowieka PAN oraz Komitetu Biocybernetyki i Inżynierii Biomedycznej PAN. Członek honorowy Polskiego Towarzystwa Anestezjologii i Intensywnej Terapii (w latach 1983–1990 jego prezes), współtwórca i wieloletni redaktor naczelny czasopisma „Anestezjologia, Intensywna Terapia”. Był również założycielem Europejskiego Towarzystwa Anestezjologii Pediatrycznej, współzałożycielem i pierwszym członkiem honorowym Polskiej Rady Resuscytacji. 
Pochowany na cmentarzu ewangelicko-augsburskim przy ul. Młynarskiej w Warszawie (aleja 17, rząd 1, grób 26).

## Odznaczenia
- Krzyż Oficerski Orderu Odrodzenia Polski[6]
- Brązowy Krzyż Zasługi[6]
- Złoty Krzyż Zasługi[6]
- Odznaka honorowa „Za wzorową pracę w służbie zdrowia”[6]